# ニューリー・モーン・アンド・ダウン
座標: 北緯54度06分40秒 西経6度09分40秒 / 北緯54.111度 西経6.161度
ニューリー・モーン・アンド・ダウン(英語：Newry, Mourne and Down)は、イギリスの北アイルランド南東部の行政区。
中心地はダウンパトリックとニューリー。
2015年の人口は17万6369人、面積は1619.1km2、人口密度は108.9人/km2。
2015年4月1日に、ニューリー・モーン区とダウン区を合併して設置された。

## 人口
- 2001年6月30日：15万3700人
- 2011年6月30日：17万2276人
- 2015年6月30日：17万6369人

## 隣接行政区
- 北：アーマー・シティ・バンブリッジ・アンド・クレイガヴォン、リスバーン・アンド・カースルレー
- 北東：アーズ・アンド・ノース・ダウン
- 東：アイリッシュ海
- 南：ラウス県
- 西：モナハン県

## 地理
モーン山地の特別自然美観地域全域と、ストラングフォード湖からカーリングフォード湾に達する海岸線を含む。